# Poëzie van Shakespeare

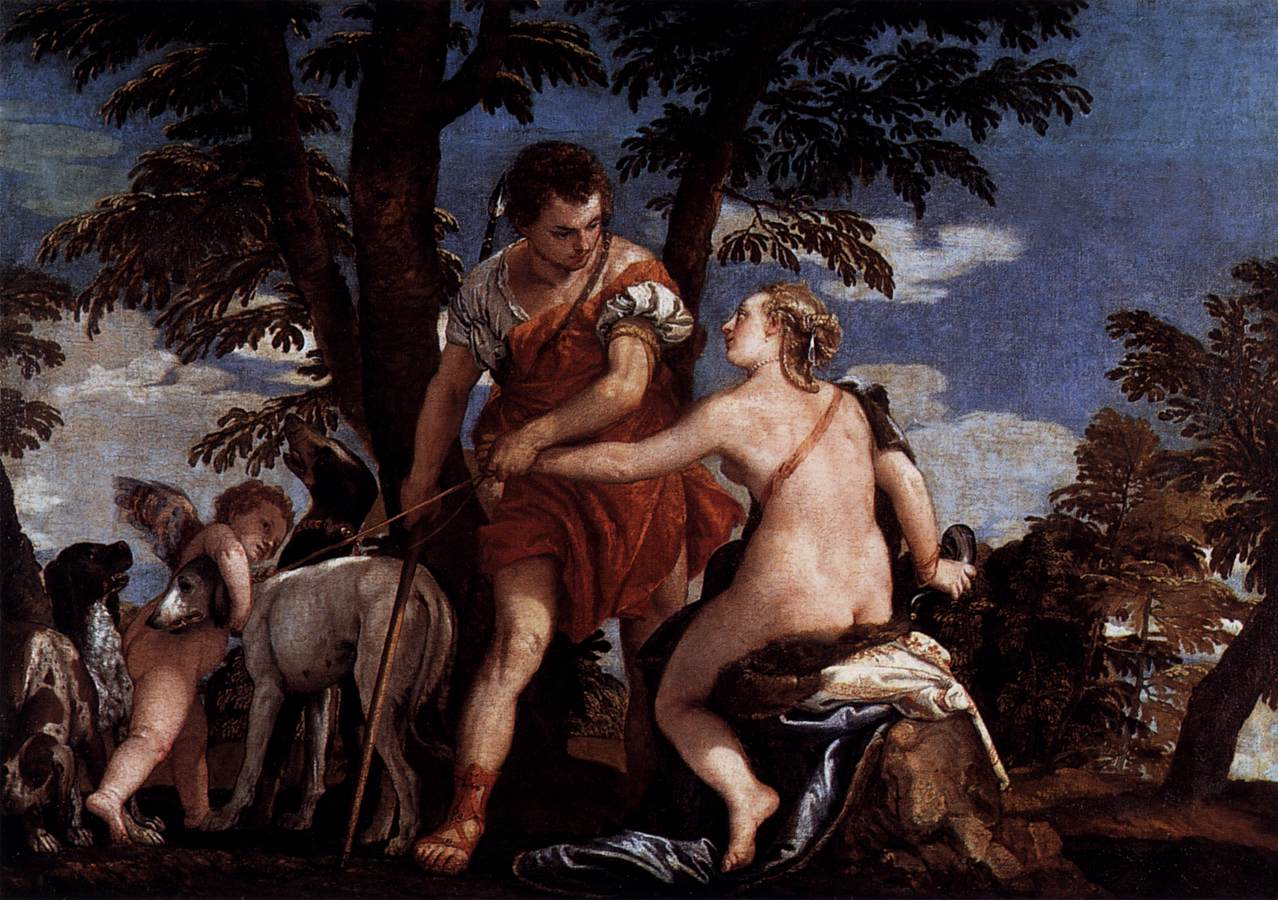
Venus en Adonis, door Paolo Veronese (ca. 1562)

De poëzie van Shakespeare omvat, de sonnettenreeks uitgezonderd, slechts vijf gedichten:
1. Venus and Adonis (1593)
2. The Rape of Lucrece (1594)
3. The Passionate Pilgrim (1598)
4. The Phoenix and the Turtle (1601)
5. A Lover's Complaint (1609)

Shakespeare bekommerde zich er niet erg om of zijn werk werd gepubliceerd. Uitzonderingen daarop waren de lange erotische gedichten Venus and Adonis, gepubliceerd in 1593,  en The Rape of Lucrece dat in 1594 verscheen. Beide gedichten waren opgedragen aan zijn beschermheer, de jonge Henry Wriothesley, 3e graaf van Southampton. Eigenlijk is het enige werk na 1594 waar hij zelf bij de publicatie betrokken was het allegorische gedicht The Phoenix and the Turtle dat in 1601 in een bloemlezing werd opgenomen. De 154 sonnetten die Shakespeare in de loop van vele jaren had bijeen geschreven werden in 1609 evenmin onder zijn toezicht uitgegeven. Ze behandelen in het algemeen de thema's tijd, liefde, vergankelijkheid en schoonheid. Rondom de sonnetten blijft een waas van mysterie bestaan. Zo is nog steeds niet met zekerheid bekend wie de 'Dark Lady' was die in de expliciet seksuele sonnettenreeks 127 tot 152 wordt toegesproken. Thema's die in de sonnetten steeds terugkeren zijn schoonheid, jeugdige schoonheid geteisterd door de tijd, en het vermogen van de liefde en de kunst om tijd en zelfs de dood te overwinnen.